# 하동 쌍계사 설선당
하동 쌍계사 설선당(河東 雙磎寺 說禪堂)은 경상남도 하동군 화개면 쌍계사에 있는 건축물이다.
1985년 11월 14일 경상남도의 문화재자료 제153호 쌍계사 설선당으로 지정되었다가, 2018년 12월 20일 현재의 명칭으로 변경되었다.

## 개요
쌍계사는 통일신라 성덕왕 21년(722)에 삼법과 대비 두 화상이 절을 지어 ‘옥천사’라 하였다. 그 뒤 문성왕 2년(840)에 진감선사가 고쳐 세웠고, 정강왕 때 '쌍계사'라 이름을 바꾸었다. 현재 절 경내에는 설선당을 비롯하여 대웅전(보물 제500호), 응진전, 명부전, 팔상전 등 건물이 많이 있고, 진감국사대공탑비(국보 제47호), 쌍계사 부도(보물 제380호), 마애불 등 문화재가 있다. 설선당은 스님들의 교육장소로 불경을 공부하는 곳이다.

## 참고 문헌
- 하동 쌍계사 설선당 - 국가유산청 국가유산포털